# Compsothespis cinnabarina
Compsothespis cinnabarina är en bönsyrseart som beskrevs av Max Beier 1955. Compsothespis cinnabarina ingår i släktet Compsothespis och familjen Amorphoscelidae. Inga underarter finns listade i Catalogue of Life.